# Diocèse de Telšiai
Le diocèse de Telšiai (en latin : Dioecesis Telsensis) est un diocèse catholique de Lituanie. Il est suffragant de l'archidiocèse de Kaunas. L'évêque actuel est Algirdas Jurevičius (de), depuis 2020. 

## Historique

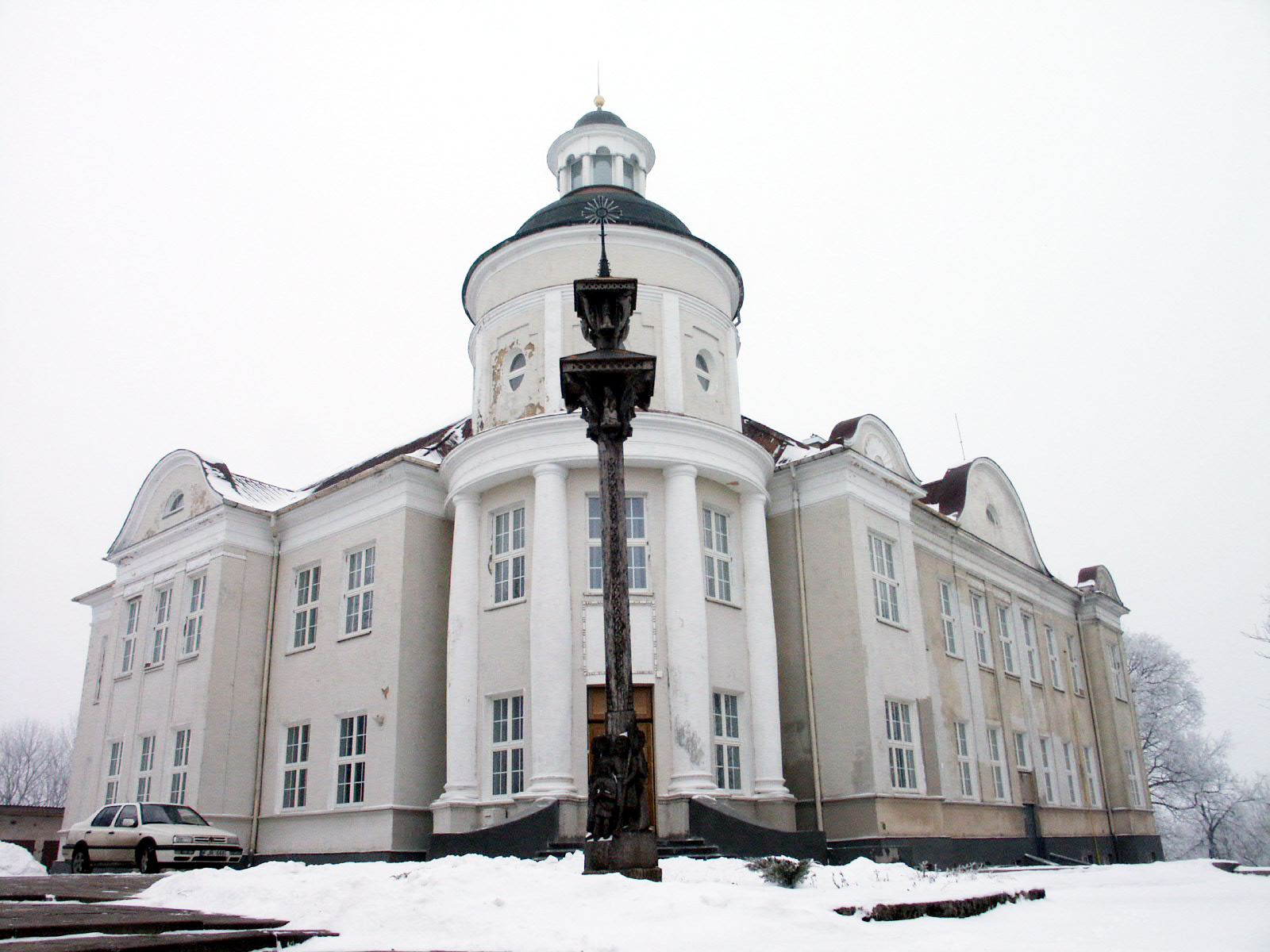
Curie de Telšiai.

Le diocèse a été créé le 4 avril 1926 comme diocèse de Telšiai/Telsen(sis) (latin) sur un territoire séparé du diocèse de Samogitie. 
Le 24 décembre 1991, la prélature territoriale de Klaipėda (Memel), qui avait été séparée du diocèse d'Ermland le 4 avril 1926, et qui avait déjà été maintes fois réunie personnellement aux évêques, a été fusionnée avec le diocèse de Telšiai.
Le 28 mai 1997, le diocèse a perdu une partie de son territoire pour créer le diocèse de Šiauliai le 27 mai 1997.

## Territoire
Le diocèse comprend les apskritys de Telšiai et de Klaipėda, ainsi qu'une partie de celles de Šiauliai et de Tauragė.
Le siège de l'évêché est à Telšiai, où se trouve la cathédrale Saint-Antoine-de-Padoue (en) (en lituanien : Šv. Antano Paduviečio katedra). À noter l'ancienne cathédrale Saint-Pierre-et-Saint-Paul, à Varniai, première cathédrale du diocèse de Samogitie (aujourd'hui archidiocèse de Kaunas), et l'église de la Bienheureuse-Vierge-Marie-Reine-de-la-Paix de Klaipėda, siège de la prélature territoriale de Klaipėda. Il convient également d'ajouter la basilique mineure de la Visitation-de-la-Bienheureuse-Vierge-Marie, à Žemaičių Kalvarija.
Le territoire est divisé en 10 doyennés et 153 paroisses. 

## Statistiques
La superficie du diocèse est de 13 373 km2. En 2022, il comptait 345 383 catholiques (74% sur un total de 466 895 habitants). Il comprenait 153 paroisses et 95 missions, servis par 146 prêtres (132 diocésains, 14 religieux), 16 frères, 21 sœurs et 5 séminaristes.

## Évêques de Telšiai
- Justinas Staugaitis, évêque de Telšiai du 5 avril 1926 à sa mort le 8 juillet 1943, aussi évêque-prélat de la prélature territoriale de Klaipėda (Lituanie), du 5 avril 1926 à l'année 1939,
  - Administrateur apostolique Vincentas Borisevičius de 1943 jusqu'au 21 janvier 1944, aussi évêque titulaire du diocèse de Lysias (de) du 3 février 1940 au 21 janvier 1944 (voir ci-après) et évêque auxiliaire de Telšiai entre le 3 février 1940 et le 21 janvier 1944,
- Vincentas Borisevičius (lt), évêque de Telšiai du 21 janvier 1944 à sa mort, le 10 décembre 1963 (voir ci-après),
  - Administrateur apostolique l'évêque Petras Maželis, du 10 novembre 1959 au 14 février 1964 (voir ci-après), aussi évêque titulaire de Celenderis (de) du 22 mai 1955 au 14 février 1964, évêque auxiliaire de Telšiai du 22 mai 1955 au 14 février 1964 ; auparavant évêque-prélat de la prélature  territoriale de Klaipėda (Lituanie) du 20 décembre 1949 au 22 mai 1955,
- Petras Maželis (lt) (voir ci-dessous), évêque de Telšiai du 14 février 1964 à sa mort le 21 mai 1966, en même temps évêque-prélat de Klaipėda, du 14 février 1964 au 21 mai 1966,
  - Administrateur apostolique l'évêque Juozapas Pletkus du 8 novembre 1967 à sa mort le 29 septembre 1975, aussi évêque titulaire de Tubia (de) du 8 novembre 1967 au 29 septembre 1975, et administrateur apostolique de Klaipėda (Lituanie) du 8 novembre 1967 au 29 septembre 1975,
  - Administrateur apostolique l'évêque Antanas Vaičius du 5 juillet 1982 au 10 mars 1989 (voir ci-dessous), évêque titulaire de Sullectum (de) du 5 juillet 1982 au 10 mars 1989 et administrateur apostolique de Klaipėda (Lituanie) du 5 juillet 1982 au 24 décembre 1991,
- Antanas Vaičius (voir ci-dessous), évêque de Telšiai du 10 mars 1989, démissionnaire le 26 mai 2001, mort en 2008,
- Jonas Boruta, jésuite (S.J.), évêque de Telšiai du 5 janvier 2002, démissionnaire le 18 septembre 2017, auparavant évêque titulaire de Vulturaria (de), du 28 mai 1997 au 5 janvier 2002 et évêque auxiliaire de l'archidiocèse de Vilnius du 28 mai 1997 au 5 janvier 2002,
- Kęstutis Kėvalas (lt) nommé évêque de Telšiai le 18 septembre 2017, auparavant évêque titualaire d'Abziri (de) du 27 septembre 2012 au 20 avril 2017 et évêque auxiliaire de l' archidiocèse de Kaunas (Lituanie) du 27 septembre 2012 au 20 avril 2017, évêque coadjuteur de Telšiai du 20 avril 2017 au 18 septembre 2017. A céder sa place le 20 février 2020 devenant archevêque de l'archidiocèse de Kaunas
- Algirdas Jurevičius (de), depuis le 1er juin 2020.

## Évêques auxiliaires
- Linas Vodopjanovas (Genadijus), (O.F.M.) (11/02/2012 – 20/05/2016)
- Jonas Kauneckas (13/05/2000 – 01/05/2002)
- Liudas Povilonis, Marianistes polonais (M.I.C.) (07/11/1969 – 07/07/1973)
- Pranciskus Ramanauskas (28/02/1944 – 15/10/1959)